# Cyrus Atabay
Cyrus Atabay (Teheran, 6 settembre 1929 – Monaco di Baviera, 26 gennaio 1996) è stato un poeta e traduttore iraniano naturalizzato tedesco, nonché un membro della dinastia Pahlavi dell'Iran come figlio della principessa Hamdamsaltaneh Pahlavi.

## Biografia
Cyrus Atabay nacque il 6 settembre 1929 nel Palazzo Saadabad di Teheran, nell'allora Stato imperiale della Persia (oggi Iran). Era figlio di Hadi Atabay e della principessa Hamdamsaltaneh Pahlavi, figlia maggiore di Reza Shah e sorellastra di Mohammed Reza Shah, i due sovrani persiani della dinastia Pahlavi. Aveva un fratello maggiore, Amir Reza, e una sorella minore, Simine.
Fin dagli otto anni, fu mandato a studiare a Berlino, dove rimase fino a dopo la seconda guerra mondiale, per poi trasferirsi, dopo un breve periodo in Iran, in Svizzera. Lì coltivò il suo amore per la poesia, che fu notato dal poeta svizzero Max Rychner e da quello tedesco Gottfried Benn: le loro recensioni positive permisero a Cyrus di pubblicare per la prima volta nel 1948 sulla rivista svizzera Die Tat. Dopodiché, nel 1952 si trasferì a Monaco di Baviera per studiare letteratura alla Ludwig Maximilian di Monaco, dove si laureò nel 1960. Durante questi otto anni, pubblicò tre raccolte di poesie in tedesco, nel 1956, 1958 e 1960. Dal 1965 affiancò all'attività di autore quella di traduttore, traducendo in tedesco una raccolta di ghazal persiani, opera del poeta medievale Hafez.
Nel 1978 si trasferì a Londra, dove divenne amico di Elias Canetti e Erich Fried. Tornato a Monaco di Baviera nel 1993, morì lì il 26 gennaio 1996.

## Premi e riconoscimenti
- 1957 - Premio Hugo-Jacobi[1]
- 1983 - Ammissione alla Bayerische Akademie der Schönen Künste[1]
- 1990 - Premio Adelbert von Chamisso[1]
- 1993 - Ammissione alla Deutsche Akademie für Sprache und Dichtung[1]

## Pubblicazioni
- Die Worte der Ameisen. Düsseldorf: Classen Verlag, 1971
- Gesange von Morgen: Neue Iranische Lyrik. Amburgo: Classen Verlag, 1968
- Die schönsten Gedichte aus dem klassischen Persien. Herausgegeben und mit einem Nachwort Versehen von Kurt Scharf. 4ª ed. Monaco: CH Beck, 2015